# Polski Front Narodowy
Polski Front Narodowy – polska skrajna, nacjonalistyczna partia polityczna działająca w latach 1991–1995. Liderem partii był Janusz Bryczkowski.

## Historia
Partia powstała jako mutacja Narodowego Frontu Polski Wojciecha Podjackiego.
Polski Front Narodowy powstał na początku 1994 r. jako Front Narodowej Samoobrony, założony przez grupę działaczy Samoobrony opozycyjnych wobec Andrzeja Leppera, których łączyła działalność w Zjednoczeniu Patriotycznym „Grunwald”. Polskiemu Frontowi Narodowemu podlegała młodzieżowa organizacja Legion Polski, prowadząca działalność o bojówkarskim charakterze.
PFN wzbudzał wiele kontrowersji, głównie za sprawą wypowiedzi jej lidera Janusza Bryczkowskiego ("Demokrację należy zastąpić dyktaturą opartą na faszyzmie, bo nikt nic lepszego nie wymyślił", "Jestem narodowym socjalistą i podejmuję walkę z tym systemem żydowskim, o jakiej się nie śniło jeszcze w Tym Kraju"). Na zaproszenie PFN przyjechał do Polski Władimir Żyrinowski.
Polski Front Narodowy wystartował w wyborach parlamentarnych w 1993, zdobywając 565 głosów, co stanowiło 0,01%.
Największa afera związana z PFN miała miejsce we wrześniu 1995, kiedy po obozie nad jeziorem Śniardwy trzech działaczy Legionu Młodych pobiło w Legionowie około trzydziestu bezdomnych, z czego dwóch zmarło. W 1998 roku sąd skazał dwóch sprawców na karę 25, a trzeciego na 15 lat pozbawienia wolności. Wydarzenie w Legionowie spowodowały odcięcie od Bryczkowskiego działaczy Legionu Polskiego i w konsekwencji rozwiązanie PFN.